# Семенкинский сельсовет (Белебеевский район)
Семенкинский сельсовет — муниципальное образование в Белебеевском районе Башкортостана.

## История
Согласно «Закону о границах, статусе и административных центрах муниципальных образований в Республике Башкортостан» имеет статус сельского поселения.

## Население
| 2002 | 2009 | 2010 | 2012 | 2013 | 2014 | 2015 |
| ---- | ---- | ---- | ---- | ---- | ---- | ---- |
| 780  | ↘761 | ↗797 | ↘764 | ↘747 | ↘723 | ↘714 |
| 2016 | 2017 |      |      |      |      |      |
| ↘680 | ↘673 |      |      |      |      |      |

## Состав сельского поселения
| № | Населённый пункт | Тип населённого пункта       | Население |
| - | ---------------- | ---------------------------- | --------- |
| 1 | Старосеменкино   | село, административный центр | ↗437      |
| 2 | Новосеменкино    | деревня                      | ↗295      |
| 3 | Гусаркино        | деревня                      | ↗44       |
| 4 | Ключевка         | деревня                      | ↗21       |